# Полет 857 на „Ол Нипон Еъруейс“
Полет 857 на „Ол Нипон Еъруейс“ е редовен вътрешен пътнически полет от летище „Токио-Ханеда“, Токио, до летище „Хакодате“, Хокайдо, Япония, управляван от „Ол Нипон Еъруейс“. На 21 юни 1995 г. на борда на самолета „Боинг 747SR-81“, който изпълнява полета, възниква ситуация, в която похитител поема контрола над машината, докато тя лети над Ямагата, и взема 365-те пътници и екипаж за заложници. Той твърди, че е член на религиозната секта „Аум Шинрикьо“ (разследвана за атаките със зарин в токийското метро) и че носи у себе си пластмасови експлозиви и газ зарин, и използва тези твърдения, за да заплаши екипажа.
Изтребители F-15 на японските въздушни сили за самоотбрана са изпратени във въздуха и ескортират отвлечения самолет до Хакодате. Там той каца и похитителят поисква освобождението на лидера Шоко Асахара и зареждане с гориво, с което да се върне в Токио. На следващия ден, по указание на министър-председателя Томичи Мураяма, самолетът е щурмуван от полицейски части, които преди това наблюдават събитията отвън. Похитителят е арестуван, като само той и един пътник са ранени. Терористът се извинява за действията си, когато е задържан от полицията.
Похитителят е Фумио Куцуми, 53-годишен банков служител от Токио, в отпуск поради психично разстройство. Установено е, че „пластичните експлозиви“, които носи, са направени от глина, а пластмасовата му торбичка със „зарин“ съдържа обикновена вода. Той е осъден на 8 години затвор, а след обжалване получава 10 години. Правителството търпи критики за реакцията на властите и по-късно в Токио е създаден специален щурмов екип, както и на други места в страната.